# Gonzalo Miguel
Gonzalo Miguel de Segovia (m. 1211) fue un eclesiástico castellano, que ejerció como obispo de Segovia entre 1196 y 1211.
Natural de la ciudad de Segovia, fue hijo de Miguel Pérez de Segovia, II señor de Moratilla, de la casa de Alfonso VIII de Castilla y su portero mayor, y hermano por tanto de Gutierre Miguel de Segovia, heredero de su padre y marido de doña Enderaso, notables segovianos, que dotaron, entre otras obras, una capilla dedicada al Espíritu Santo en la primitiva catedral de la ciudad.
Consiguió revocar en 1196 la venta de la villa de Navares que el obispo don Guillermo había vendido a la villa de Sepúlveda, y obtuvo confirmación del rey de las décimas del portazgo de Sepúlveda, Cuéllar, Coca, Íscar, Pedraza, Maderuelo, Fresno, Fuentidueña, Bernuy de Porreros, Sacramenia y Membibre, concedidas en otro tiempo por Alfonso VII el Emperador.
Enfermado el rey, testó en Sepúlveda, dejando al obispo la villa de Fresno, con la condición de que el cabildo realizase ciertos aniversarios por su alma. Falleció el obispo Gonzalo en el año 1211, siendo nombrado para sucederle don Gerardo.
| Predecesor: Gutierre Rodríguez Girón | Obispo de Segovia 1196 - 1211 | Sucesor: Gerardo |